# Натягайловка
Натягайловка (укр. Натягайлівка) — село, входит в Переяслав-Хмельницкий район Киевской области Украины.
Население по переписи 2001 года составляло 163 человека. Почтовый индекс — 08463. Телефонный код — 4567. Занимает площадь 0,47 км².

## Местный совет
08463, Київська обл., Переяслав-Хмельницький р-н, с.Пологи-Вергуни, вул.Макаренка,15

## История
Деревня была приписанна к церкви Василя Великого в Пологах-Вергунах
Есть на карте 1868 года